# 鲁大师
鲁大师，原称Z武器，是一款计算机硬件及手机硬件检测软件。

## 功能
魯大師可向用户提供显示各种台式机、笔记本电脑的配置的厂商信息，辨别硬件真伪。鲁大师还提供监测、性能测试、驱动程序更新、电池健康监控、硬件温度监测、一键电脑优化等功能，对各个关键性部件实时监控预警。

## 历史
其开发者鲁锦是Windows优化大师的原作者。鲁大师加入“起飞计划”，成为奇虎公司旗下的产品，360硬件大师合并至旗下。此后，鲁锦开始慢慢淡出鲁大师，周鸿祎的得力助手田野接管鲁大师，獨立成立360鲁大师控股有限公司。
2018年9月，魯大師在香港遞交股票上市申請。2019年10月成功在香港证券交易所上市，招股定價為每股2.70港元。
2020年6月，魯大師收購萬隆證券。